# Lydia de Vega
Lydia de Vega-Mercado, née le 26 décembre 1964 à Meycauayan et morte le 10 août 2022 à Makati, est une athlète philippine, spécialiste des épreuves de sprint.

## Biographie
Considérée comme la meilleure sprinteuse asiatique des années 1980, Lydia de Vega remporte quatre médailles d'or lors des championnats d'Asie en réalisant le doublé 100 m - 200 m en 1983 et 1987. Elle remporte également le titre du 100 m des Jeux asiatiques en 1982 et 1986.

### Palmarès
| Date | Compétition         | Lieu      | Résultat | Épreuve   | Performance   |
| ---- | ------------------- | --------- | -------- | --------- | ------------- |
| 1979 | Championnats d'Asie | Tokyo     | 3e       | 4 × 400 m | 3 min 57 s 5  |
| 1981 | Championnats d'Asie | Tokyo     | 3e       | 200 m     | 24 s 54       |
| 1981 | Championnats d'Asie | Tokyo     | 2e       | 400 m     | 55 s 39       |
| 1981 | Championnats d'Asie | Tokyo     | 2e       | 4 × 400 m | 3 min 55 s 60 |
| 1982 | Jeux asiatiques     | New Delhi | 1re      | 100 m     | 11 s 76       |
| 1983 | Championnats d'Asie | Koweït    | 1re      | 100 m     | 11 s 82       |
| 1983 | Championnats d'Asie | Koweït    | 1re      | 200 m     | 24 s 07       |
| 1983 | Championnats d'Asie | Koweït    | 3e       | 400 m     | 55 s 66       |
| 1985 | Championnats d'Asie | Djakarta  | 3e       | 100 m     | 11 s 96       |
| 1986 | Jeux asiatiques     | Séoul     | 1re      | 100 m     | 11 s 53       |
| 1986 | Jeux asiatiques     | Séoul     | 2e       | 200 m     | 23 s 47       |
| 1987 | Championnats d'Asie | Singapour | 1re      | 100 m     | 11 s 43       |
| 1987 | Championnats d'Asie | Singapour | 1re      | 200 m     | 23 s 38       |

### Records
| Épreuve | Performance | Lieu     | Date              |
| ------- | ----------- | -------- | ----------------- |
| 100 m   | 11 s 28     | Djakarta | 16 septembre 1987 |
| 200 m   | 23 s 35     | Walnut   | 10 mai 1986       |